# Snot
Snot es una banda estadounidense de nu metal procedente de Santa Bárbara, California. Formada en 1995, lanzando al mercado un álbum llamado Get Some con Lynn Strait, fundador de la banda. La banda se disolvió después de la muerte de Lynn Strait en 1998. En 2008, exintegrantes de la banda se reunieron para que un año más tarde formaran la banda Tons (Snot al revés). En febrero de 2014, volvieron a renombrar a la banda como Snot, seguido de otra pausa en 2015. La banda se reunió nuevamente en 2024, con Andy Knapp como su vocalista.

## Historia

### Formación de la banda,Get Somey muerte de Lynn Strait (1988-1998)
La banda fue formada por el cantante Lynn Strait, el exbajista de una banda de punk local, Lethal Dose, y el guitarrista Mike Doling. Después del fuerte seguimiento de fanáticos gracias a grandiosas actuaciones en locales y conciertos en Los Ángeles (California), Snot firmó con Geffen Records y comenzó a trabajar en su álbum debut, Get Some, publicado el 27 de mayo de 1997. Aunque el álbum recibió críticas bastante positivas, las ventas fueron decepcionantes.
La banda se presentó en el Ozzfest tour de 1998. Luego, comenzaron a trabajar en su segundo álbum de estudio. 
El 11 de diciembre de 1998, Strait murió en un accidente automovilístico cuando un camión chocó su auto. La banda se disolvió tras la muerte de Strait.

### Después de la muerte de Lynn Strait (1999-2007)
Debido a que Lynn Strait no grabó las voces para el segundo álbum de la banda, se decidió que las pistas vocales del álbum se completarían con los amigos de Strait como un homenaje. El álbum llamado Strait Up, lanzado el 7 de noviembre de 2000, contó con las apariciones de los vocalistas de System of a Down, Korn, Hed PE, Soulfly, Incubus, Sevendust, Limp Bizkit, Coal Chamber, Slipknot, Sugar Ray, entre otros. El álbum alcanzó el puesto número 56 en el Billboard 200.
El álbum en vivo Alive!, se lanzó el 30 de julio de 2002. Alcanzó el puesto número 12 en la lista de Billboard Heatseekers. El 5 de abril de 2007, la banda se reunió para un concierto en Anaheim, California, con la voz de Jeff Weber, cantante de Invitro.

### Segundo regreso (2014–2015)
El 11 de febrero de 2014, Snot se reunió de nuevo en el Whisky a Go Go de West Hollywood. Esta segunda reunión contó nuevamente con Vext, Mayo, Doling, Fahnestock y Miller. Posteriormente, ofrecieron tres conciertos más en el sur de California antes de volver a cerrar sus puertas, aunque se barajó la posibilidad de una futura gira por Estados Unidos. En agosto se anunció que Snot volvería a la carretera, del 28 de noviembre al 22 de diciembre, por todo Estados Unidos. Se prevé una gira internacional en enero/febrero. Sin embargo, en octubre, el vocalista Tommy Vext anunció que había dejado la banda para formar su nueva banda, Westfield Massacre, y que Snot ya tenía un vocalista sustituto (Carl Bensley). Para las fechas europeas, Mike Smith sustituiría a Sonny Mayo, quien no podría salir de gira debido a compromisos laborales.

### Tercer regreso (2024–presente)
El 29 de septiembre de 2024, tras diez años de relativa inactividad, Doling insinuó el regreso de Snot. El regreso se anunció oficialmente en noviembre, con Mayo de vuelta y un cantante entonces desconocido. Se anunció que el cantante no sería ni Vext ni Bensley. Andy Knapp fue presentado oficialmente como el nuevo cantante, y su primer concierto con la banda tuvo lugar el 17 de enero de 2025.
El 25 de abril de 2025, Mayo dejó la banda de nuevo antes de su próxima gira por Estados Unidos para pasar tiempo con su familia. Doc Coyle, de God Forbid y exmiembro de Bad Wolves, lo reemplazará en los próximos conciertos. El 15 de mayo, la banda anunció que Shannon Larkin, exbaterista de Godsmack, reemplazaría a Miller durante su actuación en Welcome to Rockville de ese año, ya que este último estaba de gira con Bad Religion en España en ese momento. En julio de 2025, se anunció que Snot había entrado al estudio para comenzar a grabar nueva música bajo la dirección de Chris Collier.

## Miembros
| Miembros actuales - Mikey Doling – guitarra principal (1995–1998, 2008–2011, 2014–2015, 2024–presente) - John "Tumor" Fahnestock – bajo (1995–1998, 2008–2011, 2014–2015, 2024–presente) - Jamie Miller – batería (1996–1998, 2008–2011, 2014–2015, 2024–presente) - Andy Knapp – voz (2024–presente) Miembros de apoyo - Doc Coyle – guitarra rítmica (2025-presente) - Shannon Larkin – batería (sustituto en giras 1998, 2025) | Miembros anteriores - Lynn Strait – voz (1995–1998; fallecido en 1998) - Rubén González – bajo (1995) - Brent – batería (1995) - Sonny Mayo – guitarra rítmica (1995–1998, 2008–2009, 2014–2015, 2024–2025) - James "Fed" Carrol – batería (1995–1996) - Mike Smith – guitarra rítmica (1998, 2015) - Tommy Vext – voz (2008–2009, 2014) - Carl Bensley – voz (2014–2015) |

Línea de tiempo

## Discografía

### Álbumes de estudio
- Get Some (1997)
- Strait Up (2000)

### Álbumes en vivo
- Alive! (2002)

### Sencillos
- "Stoopid" (1997)
- "I Just Lie" (1997)
- "Tecato" (1997)
- "Get Some" (1998)
- "Angel's Son" (2000)